# Посадниково (Ленинградская область)
Посадниково — посёлок при станции в Кусинском сельском поселении Киришского района Ленинградской области.

## История
Согласно данным переписи населения СССР 1926 года в посёлке при станции Посадниково Посадниковского сельсовета Тигодской волости Волховского уезда проживали 40 человек — все русские. 

Станция Посадниково на карте 1937 года

Согласно топографической карте РККА 1937 года на месте современного посёлка находились бараки и железнодорожные казармы, а также деревня Ручьи, которая насчитывала 5 крестьянских дворов.
Согласно данным переписи населения СССР 1939 года в населённом пункте ж.д. ст. Посадниково Посадниковского сельсовета проживали 27 мужчин и 21 женщина, всего 48 человек.
По данным 1966 и 1973 годов посёлок при станции Посадниково входил в состав Турского сельсовета.
По данным 1990 года посёлок при станции Посадниково входил в состав Кусинского сельсовета.
В 1997 году в посёлке при станции Посадниково Кусинской волости проживали 19 человек, в 2002 году — 13 (все русские).
В 2007 году в посёлке при станции Посадниково Кусинского СП проживали 16 человек, в 2010 году — 23.

## География
Посёлок при станции расположен в юго-западной части района у железнодорожной станции Посадниково, расположенной на линии Мга — Будогощь, Санкт-Петербургского отделения Октябрьской железной дороги.
Расстояние до административного центра поселения — 23 км.

## Демография
| 1997 | 2002 | 2007 | 2010 | 2017 |
| ---- | ---- | ---- | ---- | ---- |
| 19   | ↘13  | ↗16  | ↗23  | →23  |

### Национальный состав
Согласно данным Всероссийской переписи населения 2021 года в посёлке проживали 10 человек, все русские.